# Joseph Goldstein
Pour les articles homonymes, voir Joseph Goldstein (écrivain) et Goldstein.
Joseph Leonard Goldstein  (né le 18 avril 1940 à Sumter en Caroline du Sud) est un généticien américain, prix Nobel de physiologie ou médecine.
Titulaire de la chaire de génétique nucléaire à l'université de Dallas, il partagea le prix Albert-Lasker et le prix Nobel de physiologie ou médecine tous deux obtenus en 1985 avec Michael Brown pour leurs travaux sur le métabolisme du cholestérol.

## Travaux
Depuis les travaux que Joseph Goldstein a mené avec Michael Brown, on sait que les lipoprotéines « LDL » (lipoprotéine de basse densité) sont captées par les cellules du foie grâce à des récepteurs appelés récepteurs aux LDL. Grâce à ces récepteurs, les particules LDL sont épurées de la circulation sanguine et le cholestérol est éliminé dans la bile.
Ces récepteurs aux LDL sont les seuls régulateurs du cholestérol dans le sang. C'est en effet en contrôlant la quantité de ces récepteurs que le foie parvient à maintenir dans des valeurs acceptables le taux de cholestérol sanguin, et plus spécifiquement, le taux de cholestérol LDL (la fraction du cholestérol transportée par ces LDL), que l’on appelle communément « mauvais cholestérol. »
Dans l’affaire du sang contaminé, il a écrit avec 33 autres lauréats du prix Nobel au président François Mitterrand pour lui demander la grâce du docteur Jean-Pierre Allain.